# Englisch-Niederländische Seekriege

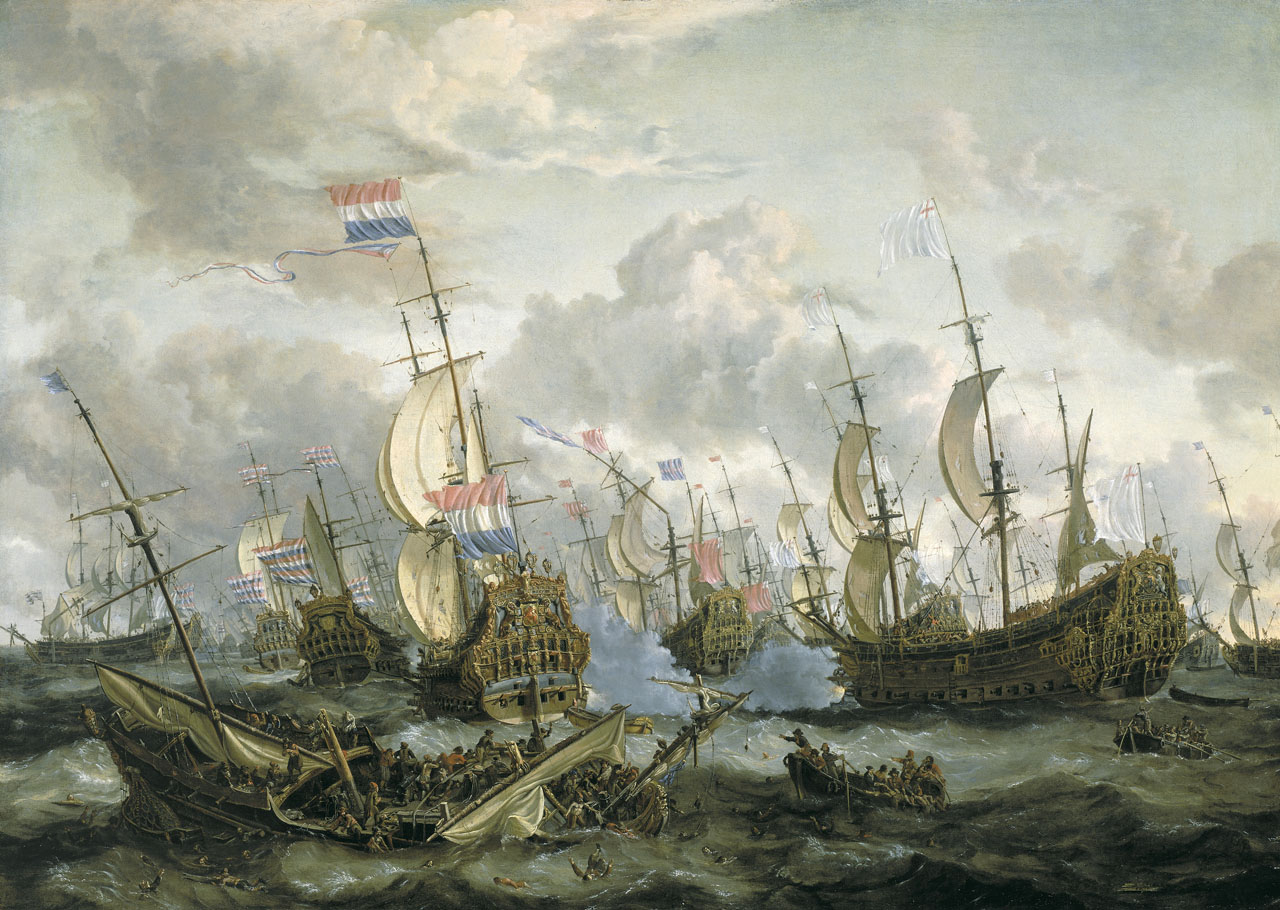
Die Viertageschlacht (Gemälde von Abraham Storck)

Die Englisch-Niederländischen Seekriege wurden im 17. und 18. Jahrhundert zwischen Großbritannien und der Republik der Sieben Vereinigten Niederlande (Vereinigte Provinzen), von 1581 bis 1795 Vorläufer der heutigen Niederlande, ausgetragen. Diese Kriege heißen Dutch Wars (Niederländische Kriege) im Englischen und Engelse Oorlogen (Englische Kriege) im Niederländischen. Es wurde um die Kontrolle der Ozeane und Handelsrouten gekämpft.

## Hintergrund
Der Zusammenbruch der spanischen Vorherrschaft am Ende des Dreißigjährigen Krieges 1648 ließ in den jungen spanischen und portugiesischen Kolonien ein Machtvakuum entstehen, in das das Vereinigte Königreich (Commonwealth of England) und die Vereinigten Provinzen der Niederlande stießen, die beide im Achtzigjährigen Krieg noch Verbündete gewesen waren. 
Die Niederlande waren zunächst erfolgreicher, sie erlebten im 17. Jahrhundert ihr Goldenes Zeitalter, eine rund einhundert Jahre andauernde wirtschaftliche und kulturelle Blütezeit. Sie stiegen zur führenden Weltmacht und Handelsnation auf, verfügten über die größte Handelsflotte in Europa und beherrschten den europäischen Handel. Sie hatten die meisten portugiesischen Territorien in Südostasien annektiert und so den höchst ertragreichen Welthandel mit Gewürzen unter ihre Kontrolle gebracht. 
Die Niederlande waren auch dabei, wichtigen Einfluss auf Englands Überseehandel mit seinen nordamerikanischen Kolonien zu nehmen, als Folge der Wirren nach den Englischen Bürgerkriegen (1642–1649). Die niederländische Kriegsmarine jedoch war in keinem guten Zustand, während der britische Lordprotektor Oliver Cromwell eine starke Flotte aufgebaut hatte. 
England entwickelte sich zum Konkurrenten im Seehandel und mit der Navigationsakte bekundete das Parlament 1651 den Seemachtsanspruch Englands.

## Überblick
Die Navigationsakte war eine Beeinträchtigung für den niederländischen Seehandel. Das wollten die Niederlande nicht hinnehmen und es kam 1652 zum 1. Krieg. Im Frieden mussten die Niederländer die Navigationsakte anerkennen. 
Die Rivalitäten waren jedoch nicht ausgeräumt, es kam 1665 zum 2. Krieg mit Niederlagen für die Engländer, die in einen Frieden einwilligen mussten, der einige Bestimmungen der Navigationsakte im Sinne der Niederländer änderte.
Die Engländer vereinbarten schon bald mit Frankreich ein gemeinsames Vorgehen gegen die Niederlande, dies führte 1672 zum 3. Krieg, den England wegen ausbleibenden Erfolgs nach 2 Jahren wieder beenden musste.
In den folgenden Jahrzehnten steigerte sich der englische Seehandel, während der niederländische Seehandel einen allmählichen Niedergang erfuhr. Die Rivalität zwischen beiden Ländern führte 1780 zu einem weiteren Krieg, in dem sich jedoch die Niederlande hoffnungslos unterlegen zeigten.

## Erster Krieg (1652–1654)
Streitigkeiten über den Handel gingen dem Krieg voraus. 1651 erließ England die Navigationsakte, die dem niederländischen Handelsinteresse schadete. Der Krieg begann mit Angriffen auf die Handelsschifffahrt. Bald kam es auch zu größeren Zusammenstößen der Kriegsflotten von England und den Niederlanden. Der Krieg endete mit einem englischen Sieg. Die englische Marine konnte die Kontrolle über die Seegebiete um England gewinnen, und im Frieden von Westminster wurden die Niederländer gezwungen, das englische Monopol über den Handel mit den englischen Kolonien anzuerkennen.

## Zweiter Krieg (1665–1667)
Seit 1663 kam es wieder zu Auseinandersetzungen, in denen es vor allem um die Gewinnung wirtschaftlicher Vorteile ging. Die Königreiche Frankreich und Dänemark sowie das Hochstift Münster traten ebenfalls in den Krieg ein, nahmen jedoch kaum teil. Erst 1665 erklärten die Engländer den Niederländern den Krieg. Mit Unterstützung der Franzosen, die in der Zwischenzeit in die Spanischen Niederlande – heute Belgien – einmarschiert waren, bekamen die Niederländer die Oberhand. Nachdem die Niederländer einen großen Teil der englischen Flotte auf der Themse zerstört hatten, unterzeichneten Engländer und Niederländer 1667 den Frieden von Breda. Damit endete der Krieg mit einem Sieg der Niederländer, doch mit für die Engländer moderaten Bedingungen. England behielt die vormals niederländischen Besitzungen in Nordamerika, Nieuw Nederland (das Gebiet um das heutige New York City), während bei den Niederlanden das vormals englische Surinam verblieb. Die Navigationsakte wurde zugunsten der Niederlande modifiziert.

## Dritter Krieg (1672–1674)
Dieser Krieg war Teil des Französisch-Niederländischen Krieges (auch Holländischer Krieg genannt), der von 1672 bis 1678 dauerte. 
Eine Ursache waren die wirtschaftlichen Interessen des englischen Königshauses, das sich 1670 im geheimen Vertrag von Dover mit dem Königreich Frankreich gegen die Vereinigten Niederlande verbündet hatte. 
Beide Staaten griffen im Frühjahr 1672 an – dieses Jahr ist in den Niederlanden als das Rampjaar (Katastrophenjahr) bekannt. Frankreich, das Hochstift Münster und Kurköln marschierten in die Republik ein, während eine Landung der Engländer verhindert werden konnte. Nach mehreren erfolglosen Seeschlachten zwang das englische Parlament König Charles II. zum Friedensschluss. Damit endete der Krieg mit einem formalen Sieg der Niederländer, tatsächlich aber unentschieden. Mit dem Frieden von Westminster schied England aus dem Krieg aus und stärkten so die Position der Niederlande im Kampf gegen das bisher mit England verbündete Frankreich. Zwar sollte England von den Niederlanden eine Entschädigung von 2 Millionen Gulden erhalten, die Forderung wurde jedoch mit noch offenen Schulden König Karls gegenüber dem Hause Oranien verrechnet.
Im Pfälzischen Erbfolgekrieg 1688–1697 kämpften die englischen und niederländischen Flotten dann wieder Seite an Seite, nun gegen die Franzosen. Auch im Großen Nordischen Krieg 1700 gingen sie gemeinsam vor, hier gegen eine dänische Flotte vor Kopenhagen.

## Vierter Krieg (1780–1784)
Der wirtschaftliche Abstieg der Generalstaaten und der Aufstieg der britischen Seemacht führte zu Spannungen zwischen beiden Ländern. Im Amerikanischen Unabhängigkeitskrieg (1775–1783) unterstützen die Vereinigten Niederlande die aufständischen Amerikaner. Im Dezember 1780 erklärte deshalb Großbritannien den Niederlanden den Krieg. Die kleine niederländische Kriegsflotte stellte für die Royal Navy keinen ernstzunehmenden Gegner mehr dar. Nur das Eingreifen der französischen Marine verhinderte Schlimmeres – Frankreich befand sich seit 1779 ebenfalls mit Großbritannien im Krieg. Als Großbritannien den Krieg gegen die aufständischen amerikanischen Kolonien und das mit ihnen verbündete Frankreich verlor, kam es 1783 zum Friedensvertrag von Paris. Darin konnten die Briten mit den Niederlanden, denen Frankreich nur noch bedingt den Rücken stärkte, ein Separatabkommen aushandeln, das Anfang 1784 zur Unterzeichnung kam. In der Folge gingen die Niederlande ihrer indischen Kolonie Nagapattinam verlustig, erhielt aber immerhin das von den Briten eroberte Ceylon zurück.

## Weitere Kriege
Einige Historiker zählen die Seekriege zwischen Großbritannien und der Batavischen Republik bzw. dem Königreich Holland während der Napoleonischen Zeit als weitere Englisch-Niederländische Seekriege. 
Im Ersten Koalitionskrieg eroberte Frankreich die Niederlande und konnte 1795 die Übergabe der Niederländischen Flotte erreichen. Die neugegründete Batavische Republik war mit Frankreich verbündet. Die niederländische Flotte unterstützte nun die Franzosen in ihrem Krieg gegen Großbritannien, wurde aber 1797 in der Seeschlacht bei Camperduin von den Briten besiegt.
Im Seekrieg Großbritanniens gegen das französische Kaiserreich in den Jahren 1804–1815 im Rahmen der Koalitionskriege (ab der 3. Koalition) spielte die niederländische Flotte keine große Rolle mehr.